# Berlin Zachodni (utwór muzyczny)
Berlin Zachodni – piosenka zespołu Big Cyc z roku 1990 z debiutanckiego long playa grupy Z partyjnym pozdrowieniem. 12 hitów w stylu lambada hardcore.

## Historia
Liderzy zespołu, Jacek Jędrzejak i Krzysztof Skiba, mieszkając podczas studiów w domu studenckim na osiedlu Lumumbowo zetknęli się ze zjawiskiem wyjazdów handlowych kolegów z uczelni „na handel” do Berlina Zachodniego. Po koncercie w maju 1988, w łódzkim klubie „Pod siódemkami”, przerwanym przez milicję, zespół skorzystał z zaproszenia niemieckiego anarchisty Lorenza Hetticha i muzycy wystąpili na festiwalu „Schwarze Tage” w Berlinie Zachodnim. W składzie nie było Skiby, który nie dostał paszportu na wyjazd (zastąpił go aktor ze studenckiego teatru „Pstrąg” Dariusz Leśnikowski). Już w czasie obrad Okrągłego Stołu grupa została zaproszona ponownie do Berlina, a opis zatłoczonego pociągu, którym tam jechali, pojawił się w utworze. Krzysztof Skiba wspominał tamten wyjazd: Okazało się, że w tym pociągu nie ma turystów, tylko sami przemytnicy. Wieźli różne towary, nie zawsze nielegalne. Często była to żywność, masło, kury. Pełna egzotyka.

## Tekst
Piosenka opowiada o handlu, który prowadzili Polacy na zachodnioberlińskich ulicach i chodnikach pod koniec lat 80. i na początku lat 90., będąc częścią szerszego międzynarodowego rynku. Najczęściej handlowano wódką i papierosami, choć sprzedawano właściwie wszystko, co dało się przewieźć: sprzedasz mu wszystko tylko nie skórę. Berlin Zachodni był jedynym miejscem na Zachodzie, do którego Polacy mogli wyjechać bez wiz na komunistycznym paszporcie, co też zręcznie wykorzystywano. Nasza bieda nas rozgrzesza, Polski handel Trzecia Rzesza – śpiewał zespół, mając na myśli celników z NRD, którzy mścili się na Polakach za własny los i niemożność podróżowania na Zachód; Trzecia Rzesza w tym przypadku to nadgorliwa policja wschodnioniemiecka. Przemytnicy i celnicy, czyli orgazm na granicy mówi o tłoku w pociągach i dantejskich scenach podczas kontroli granicznej.
Na wstępie słychać kilka standardowych zwrotów po niemiecku, w tym Achtung Achtung i Nichts verstehen, gdyż, jak wyjaśnia Krzysztof Skiba, znajomość niemieckiego wśród członków zespołu ograniczała się do kilku zwrotów, jak raus czy Hände hoch.

## Muzyka
Muzyka w utworze, zgodnie ze słowami Skiby, ma zachodnie aspiracje, mimo że brak jest w niej jakiegoś efektownego riffu. Spokojna, pozbawiona sekcji rytmicznej, prowadzona solową gitarą prowadzącą melodia zwrotek kontrastuje z żywym i energicznym refrenem. Zrezygnowano z pomysłu, by całość nagrać ostrym, punk rockowym sznytem, dokładając zmiękczającą brzmienie gitarę akustyczną.

## Notowania na Liście przebojów Programu Trzeciego
Piosenka zadebiutowała na Liście przebojów Programu Trzeciego 9 czerwca 1990 roku. Na liście utrzymała się przez jedenaście tygodni, zajmując najwyżej czwarte miejsce.
| Notowanie | Utwór             | Pozycja          | Zmiana |
| --------- | ----------------- | ---------------- | ------ |
| 433.      | „Berlin Zachodni” | 47 (poczekalnia) | N      |
| 434.      | „Berlin Zachodni” | 31               | +16    |
| 435.      | „Berlin Zachodni” | 9                | +22    |
| 436.      | „Berlin Zachodni” | 9                | _      |
| 437.      | „Berlin Zachodni” | 4                | +4     |
| 438.      | „Berlin Zachodni” | 5                | -1     |
| 439.      | „Berlin Zachodni” | 6                | -1     |
| 440.      | „Berlin Zachodni” | 10               | -4     |
| 441.      | „Berlin Zachodni” | 15               | -5     |
| 442.      | „Berlin Zachodni” | 25               | -10    |
| 443.      | „Berlin Zachodni” | 31               | -6     |

W 1991 roku piosenka zdobyła tytuł najlepszego przeboju roku w plebiscycie magazynu Teraz Rock.

## Twórcy
- Jacek Jędrzejak – główny wokal, gitara basowa
- Krzysztof Skiba – wokal wspomagający
- Roman Lechowicz – gitara, wokal wspomagający
- Jarosław Lis – perkusja, wokal wspomagający
- Jan Lizikowski, Andrzej Puczyński – produkcja
- Piotr Łopatka – okładka albumu
- Paweł Zimnicki – teledysk